# Anders Hägerstrand
Anders Hägerstrand, född på Åland, är en finsk-svensk ekonomijournalist.
Hägerstrand är bosatt i Stockholm men växte upp på Åland. Han inledde sin karriär på Ålandstidningen. År 2011 började han arbeta på Dagens industri och 2018 blev han tidningens nyhetschef. År 2024 utsågs Hägerstrand till Sveriges bästa ekonomijournalist i i Financial Hearings ranking som årligen röstas fram av hundratals branschpersoner. År 2025 tillträder han som chefredaktör på EFN.